# Fobbing
Fobbing – wieś w Anglii, w Esseksie, w dystrykcie (unitary authority) Thurrock. W 1931 roku civil parish liczyła 734 mieszkańców. Fobbing jest wspomniana w Domesday Book (1086) jako Phobinge.